# Гончарів (Івано-Франківський район)
Гончарі́в — село Обертинської селищної громади в Івано-Франківському районі Івано-Франківської області. Входить до складу Обертинської селищної громади.

## Історія
Курганний могильник Гончарів І невизначеної приналежності знаходиться на окраїні села, урочище Могилки й Ріпне.
18 листопада 2012 року церква святкувала 170-ліття з часу будівництва.
Десятки жителів села загинули в боротьбі за незалежність у рядах ОУН і УПА, були вивезені в Сибір.
Рішенням Обертинського райвиконкому 25 травня 1950 р. ліквідована Балагорівська сільрада і село Балагорівка приєднане до Гончарівської сільради — тепер це північна частина села.

## Населення

### Мова
Розподіл населення за рідною мовою за даними перепису 2001 року:
| Мова       | Кількість | Відсоток |
| ---------- | --------- | -------- |
| українська | 569       | 100%     |

## Відомі люди
- Андрійчук Михайло Миколайович — український робітничий письменник, журналіст і громадський діяч у США. Літературний псевдонім — М. Ган.